# Ophiomedon incomptus
Ophiomedon incomptus är en skalbaggsart som först beskrevs av Sharp 1885.  Ophiomedon incomptus ingår i släktet Ophiomedon och familjen kortvingar. Inga underarter finns listade i Catalogue of Life.